# Shai Gabso
Shai Gabso (en hebreo: שי גבסו) es un cantante israelí nacido en Rishon LeZion el 20 de julio de 1984, que se hizo famoso tras su participación en la primera edición del programa de televisión Kojav Nolad (Nace una estrella), el Operación Triunfo israelí, del que quedó como segundo finalista. Gabso fue el primero de los participantes del programa en sacar un álbum propio.

## Biografía
Shai Gabso nació el 20 de julio de 1984 en Rishon LeZion, en donde todavía vive. Durante toda su infancia tuvo ilusión por cantar, pero sin estar seguro sobre si convertirse en cantante profesional. Durante esta etapa participó en varios concursos infantiles.
A los doce años celebra por su cuenta su Bar Mitzvá, y conserva su religiosidad hasta hoy en día.
Durante un permiso por una fiesta de su unidad, Gabso ve un anuncio para el concurso Kojad Nolad. El joven apunta el número, llama y se registra, olvidándose completamente del tema. De repente es invitado a las audiciones para el programa, y Shai se sorprende al lograr pasar las primeras pruebas del mismo, pues con su vida ocupada por el servicio militar y su familia no se plantea entrar en el concurso.
Al entrar en el mismo se convierte en uno de los cantantes más populares y causa histeria entre sus jóvenes aficionados.

## Carrera musical
En 2003 entra en el programa de telerrealidad Kojad nolad. Gabso destacó durante todo el programa, entre otras cosas, por cantar famosas canciones del panorama musical israelí, como Pamela, de Boaz Sharabi, con lo que se ganó la simpatía entre los televidentes del programa, en el cual quedó tercero, por detrás de Shiri Maimon y el ganador Ninet Tayeb, ganando el premio de consolación, un contrato para grabar una canción con NMC. La canción que graba es Un día y otros dos días, que se lanza en 2004 y tiene un enorme éxito.
NMC decide hacerle un contrato y graba su primer álbum, cuyas canciones son casi en su totalidad obras de Gabso. El álbum se llamó Arim roshi, y tiene una gran fama. Shai es elegido Cantante del año y Nuevo talento del año por el canal Reshet Guimel, además de ser su canción Un día y otros dos días elegida Canción del año.
En diciembre del 2004 Shai gana el Festival de la canción israelí, con la canción Alguien grande, y en 2005 Gabso se une a un grupo de artistas contrarios al plan de desconexión y dio su apoyo a todos aquellos que se negaran a alistarse en el ejército porque "el ejército israelí ya no representa al pueblo"
Shai Gabso se ha convertido en uno de los cantantes más populares de Israel, y después de un año recopilando material en 2006 saca su segundo álbum En lugar de mi. El álbum incluye 12 canciones compuestas y escritas por él mismo.
En junio de 2009 sacaría su tercer álbum, cuyo sencillo es Cajas.